# Amt Hersfeld
Das Amt Hersfeld (auch Dechaneigericht) war ein vom 14. Jahrhundert bis 1821 bestehender Verwaltungs- und Gerichtsbezirk der Abtei Hersfeld, der Landgrafschaft Hessen-Kassel und des Kurfürstentums Hessen mit Sitz in Hersfeld.

## Geschichte
Rund um Hersfeld verfügte die Abtei Hersfeld über umfangreichen Besitz. Allerdings gelang es der Stadt Hersfeld selbst, eine eigene Gerichtsbarkeit zu erlangen und war daher nicht Teil des Amtes. Auch die Burg des Abtes, Schloss Eichen, verfügte über eine eigene Verwaltung und Gerichtsbarkeit. Daher umfasste das Amt lediglich einige Dörfer rund um Hersfeld. Dies waren Friedlos, Reilos, Heenes, Kalkobes, Allmershausen, Bingartes (Hof), Meisebach (Hof), Hählgans, die Ludwigsaumühle und die Kupfermühle. Das Gericht war nur für die Niedere Gerichtsbarkeit zuständig. Die Blutgerichtsbarkeit lag beim Amt Niederaula. Der Name Dechaneigericht rührte wohl daher, dass der Sitz im Haus des Dekans lag.
1648 wurde die Abtei Hersfeld aufgrund des Westfälischen Friedens aufgelöst und als Fürstentum Hersfeld Teil der Landgrafschaft Hessen-Kassel. Damit war das Amt Hersfeld hessisch geworden. In der 2. Hälfte des 18. Jahrhunderts wurde der Gerichtsbezirk Schloss Eichen aufgelöst und kam zum Amt Hersfeld. 
1806 wurde im Rahmen der Bildung des Rheinbundes die Landgrafschaft Hessen-Kassel aufgelöst und das Amtsgebiet fiel an das Königreich Westphalen. Dort entstand der Kanton Hersfeld. Nach dem Ende des Königreichs Westphalen wurde das Kurfürstentum Hessen wieder geschaffen und das Amt Hersfeld entstand neu. Das Amt Obergeis und das Gericht Petersberg waren im nun zugeordnet und wurden in Personalunion verwaltet.
1821/22 wurde in Kurhessen die Trennung der Rechtsprechung von der Verwaltung eingeführt. Die Verwaltungsaufgaben gingen an den Kreis Hersfeld, die Rechtsprechung an die beiden Justizämter Hersfeld I und II und in zweiter Instanz an das Landgericht Hersfeld. Das Amt selbst wurde aufgelöst.